# Claoxylon albiflorum
Claoxylon albiflorum är en törelväxtart som beskrevs av Ferdinand Albin Pax och Käthe Hoffmann. Claoxylon albiflorum ingår i släktet Claoxylon och familjen törelväxter. Inga underarter finns listade i Catalogue of Life.